# Jonas Knudsen
Jonas Hjort Knudsen (født 16. september 1992) er en dansk fodboldspiller, der spiller i den svenske Allsvenskan-klub Malmö, hvortil han skiftede fra Ipswich i sommeren 2019. Han har tidligere spillet i Esbjerg fB. Knudsen spiller primært pladsen som venstre back.

## Klubkarriere

### Esbjerg fB
I november 2009 skrev han under på sin første professionelle kontrakt med Esbjerg. Han debuterede for Esbjerg fB den 28. marts 2010 i en alder af 17 og 193 dage, hvilket gjorde ham til den yngste debutant nogensinde for Esbjerg fB.

### Ipswich Town F.C.
Knudsen skrev den 31. juli 2015 under på en treårig aftale med Ipswich Town F.C. Kort før jul 2017 udnyttede Ipswich en mulighed option til at forlænge kontrakten til 2019.

### Malmö FF
20. juni 2019 skiftede Jonas Knudsen til svenske Malmö FF, hvor han fik en kontrakt på fire og et halvt år.

## Landsholdskarriere
Jonas Knudsen har spillet adskillige kampe for forskellige danske ungdomslandshold og var en del af truppen, der deltog i slutrunden om U/21-EM 2015. Samtidig fik han debut på A-landsholdet i en venskabskamp 28. maj 2014 mod Sverige.
Knudsen var med i truppen til VM-slutrunden 2018 og fik sin slutrundedebut den 1. juli 2018, hvor han fik en startplads i ottendelsfinalen mod Kroatien, som Danmark tabte efter straffesparkskonkurrence. 

## Privatliv
Jonas Knudsen er gift med sygeplejerske Trine Bruun Jensen, og parret fik deres første barn, en pige, mens Knudsen var af sted til VM-slutrunden i 2018. Hans landsholdskammerater samlede sammen, så Knudsen kunne tage en hurtig tur hjem for at se til sin familie mellem de to første kampe under slutrunden.